# Moga
Moga là một thành phố và là nơi đặt hội đồng đô thị (municipal council) của quận Moga thuộc bang Punjab, Ấn Độ.

## Địa lý
Moga có vị trí 30°48′B 75°10′Đ / 30,8°B 75,17°Đ Nó có độ cao trung bình là 217 mét (711 feet).

## Nhân khẩu
Theo điều tra dân số năm 2001 của Ấn Độ, Moga có dân số 124.624 người. Phái nam chiếm 54% tổng số dân và phái nữ chiếm 46%. Moga có tỷ lệ 68% biết đọc biết viết, cao hơn tỷ lệ trung bình toàn quốc là 59,5%: tỷ lệ cho phái nam là 71%, và tỷ lệ cho phái nữ là 66%. Tại Moga, 11% dân số nhỏ hơn 6 tuổi.